# Флікер (оптометрія)
Флі́кер (англ. flicker, від to flick — «мигтіти») — суб'єктивне сприйняття людиною коливань світлового потоку штучних джерел освітлення, викликаних коливаннями напруги в електричній мережі, що живить ці джерела (за ГОСТ 13109-97).
Наприклад, звичайна лампа розжарення при падінні напруги живлення гасне, а при збільшенні напруги — світить яскравіше. Коли ж коливання напруги живлення мають систематичний характер, постійна зміна яскравості лампочки може негативно позначатися на людині, викликаючи додаткове стомлювання, аж до епілептичних нападів у світлочутливих людей.

## Причини
На металургійних заводах — використання дугових печей і великих електродвигунів у непостійному режимі, увімкнених у загальну мережу освітлення. В офісних і житлових будівлях — робота ліфта, в сільській місцевості — великого водяного насоса. У загальному випадку — непостійна робота потужного устаткування увімкненого в одну мережу з освітленням.